# 298-я стрелковая дивизия
298-я стрелковая дивизия (298 сд) — соединение сухопутных стрелковых войск Вооружённых Сил СССР в период Великой Отечественной войны. Период боевых действий: с 1 декабря 1942 по 31 декабря 1942.

## История формирования дивизии

### 1-е формирование
В соответствии с постановлением Государственного комитета обороны дивизия должна была быть сформирована 24 июля 1941 года в г. Калинин (ныне г. Тверь). В поставленный срок пяти дней дивизию полностью сформировать не удалось. Для ускорения готовности дивизии использовать запасные бригады и маршевые батальоны.
Состав вооружения на 1 августа 1941 года:
- Винтовка — 11 000 штук
- Ручные пулемёты — 162
- Станковые пулемёты — 108
- Пистолет-пулемёт Шпагина — 162
- 50-мм миномёт — 54
- 82-мм миномёт — 18
- 120-мм миномёт — 6
- 45-мм противотанковая пушка — 18
- 76-мм полковая пушка — 12
- 76-мм дивизионная пушка — 16
- 85-мм зенитная пушка — 4
- 122-мм гаубица — 8
- 37-мм автоматическая зенитная пушка — 6
- Грузовая машина — 120
- Трактор модели СТЗ-5 — 12

В дивизию были направлены ополченцы Тимирязевского района г. Москвы, призыв вёлся по Калининской области и ближайших к ней.
6 августа дивизия передислоцируется в Смоленскую область, где проходит боевую подготовку. С этого момента дивизия числится в составе 49-й армии Резервного фронта.
В ноябре 1941 года расформирована ввиду больших потерь.

### 2-е формирование
В соответствии с постановлением Государственного комитета обороны и приказом командующего войсками СибВО 298-я сд начала 2-е формирование в декабре 1941 года в г. Барнаул Алтайского края. Начала формироваться как 446-я стрелковая дивизия и с 7 января 1942 года переименована в 298-ю.
Со 2 февраля за проявленное мужество в ходе Сталинградской битвы Указом Президиума Верховного Совета СССР дивизия награждена гвардейскими знаменами и стала 80-й гвардейской стрелковой дивизией.

## Боевой путь дивизии

### 1-е формирование

Боевой путь 298 сд

С 6 по 27 августа 1941 года все части дивизии дислоцированы в Смоленской области: велись боевые учения всех частей в целях подготовки к обороне Брянска.
С 27 августа дивизия переброшена на север Брянской области у Дятьково, где части дивизии укрепляли занятые позиции, устанавливали связь с близлежащими дивизиями 279-й, 258-й, 18-й.
С 13 по 29 сентября дивизи принимала участие в Орловско-Брянской оборонительной операции.
«И в последующие дни атаки противника повторялись одна за другой. Авиация бомбила наш передний край. Кулиевцы (бойцы 21-й горно-кавалерийской дивизии под командованием Якуба Кулиева) успешно держали оборону, и только в ночь на 14 сентября дивизия передала оборону города (Ямполя) вновь сформированной 298-й стрелковой дивизии полковника И. Е. Ерохина».
В связи с тяжёлым положением в связи с прорывом фронта танковой группой Гудериана дивизия передана в распоряжение 13-й армии, передислоцирована в Сумскую область 13 сентября. 14 сентября вместе со 141-й танковой бригадой участвовала в боях за г. Ямполь, к вечеру освободив город, что позволило остановить продвижение противника.
```
Из переговоров А. И. Ерёменко и А. М. Городнянским: «
…особое внимание на 298-ю, так как это хозяйство в бою ещё не было и его в бой пускать только с танками
»
[
11
]
.
```

С 16 по 28 сентября в районе Шатрищ дивизия вела тяжёлые бои с большими потерями, то переходя в атаку, то в оборону. Противостоявшая ей немецкая 18-я танковая дивизия прибыла к Ямполю, что заставило перейти только в оборону.
30 сентября свыше 100 немецких танков и мотодивизии начали наступление на Москву: 17-я танковая дивизия шла в направлении линии обороны близ Шатрищи, Ямполь. Части 298-й стрелковой дивизии были разделены на две части, в результате боёв 886-й и 892-й стрелковые полки были уничтожены.
4 октября после боевых потерь, составом в 1000 бойцов 298-я сд выдвинулась в направлении Середина-Буда и закрепилась у Гавриловой Слободы. 6 октября, пробиваясь из немецкого окружения, 298-я дивизия прорывалась в районе Степное. С 21 октября все части 13-й армии должны были прикрывать курско-воронежское направление по рубежам Фатеж, Медвенское.
К 23 октября потери 298 сд были самыми многочисленными среди частей 13-й армии, они составили 91 % (8860 солдат). В ноябре расформирована как понёсшая большие потери.

### 2-е формирование
Вновь сформированная 298-я сд в марте 1942 прибыла на Западный фронт в состав 50-й армии. С 11 апреля принимала участие в Ржевско-Вяземской наступательной операции. Для помощи 33-й армии, находящейся в окружении немцев, 298 сд было поручено занять деревни Фомино и захватить высоту Зайцева гора.
```
Амелин Яков Григорьевич, бывший телефонистом 298 сд, вспоминал те события: «
Враг — на возвышенности, а мы — внизу. Он на участке сухого шоссе, а мы — в болотах. К тому же снежная зима сменилась дружной запоздалой весной. От апрельского солнца снег начал таять и подплывать водой. Бредёшь, бывало, по колени в снегу, проваливаешься, а под снегом — вода. Влажные полушубки становятся тяжёлыми, а валенки промокают насквозь…
»
[
17
]
.
```

Зайцеву гору взять не удалось, несмотря на многочисленные попытки.
В августе 1942 298-я сд была переброшена под Сталинград в в подчинение генерал-майора К. А. Коваленко. Задачей частей было уничтожение немецких войск близ Волги. Попытка предпринята в ночь на 24 августа по Дону в направлении хутора Вертячий: попытка неудачна с большими потерями с обеих сторон.
За проявленные мужество и стойкость, проявленные в ходе Сталинградской битвы в августе — декабре 1942 и январе — феврале 1943 года Указом Президиума Верховного Совета СССР состав дивизии был награждён гвардейскими знаменами, а соединение стало именоваться 80-й гвардейской стрелковой дивизией.

## Подчинение[1]
| Дата                    | Фронт (округ)        | Армия                 |
| ----------------------- | -------------------- | --------------------- |
| 06.08.1941 — 09.10.1941 | Резервный фронт      | 24-я армия            |
| 09.10.1941 — 27.12.1941 | Брянский фронт       | 13-я армия            |
| 23.03.1942 — 20.08.1942 | Западный фронт       | 50-я армия            |
| 10.08.1942 — 19.08.1942 | Западный фронт       | 49-я армия            |
| 20.08.1942 — 05.10.1942 | Сталинградский фронт | 4-я танковая армия    |
| 20.08.1942 — 31.08.1942 | Сталинградский фронт | 60-я армия            |
| 06.10.1942 — 15.10.1942 | Донской фронт        | 1-я гвардейская армия |
| 18.10.1942 — 08.12.1942 | Донской фронт        | 24-я армия            |
| 09.12.1942 — 02.02.1943 | Донской фронт        | 21-я армия            |
| 02.02.1943 — 05.02.1943 | Донской фронт        | 62-я армия            |

## Состав дивизии[22]

### 1-е формирование
- 886 стрелковый полк,
- 888 стрелковый полк,
- 892 стрелковый полк,
- 828 артиллерийский полк,
- 549 отдельный зенитный артиллерийский дивизион,
- 375 разведывательная рота,
- 571 сапёрный батальон,
- 724 отдельный батальон связи,
- 290 медико-санитарный батальон,
- 351 отдельная рота химзащиты,
- 746 автотранспортный батальон,
- 430 полевой автохлебозавод,
- 952 полевая почтовая станция,
- 818 полевая касса Госбанка.

### 2-е формирование
- 886 стрелковый полк,
- 888 стрелковый полк,
- 892 стрелковый полк,
- 828 артиллерийский полк,
- 356 отдельный истребительно-противотанковый дивизион,
- 124 зенитная автотранспортная рота,
- 375 разведывательная рота,
- 571 сапёрный батальон,
- 724 отдельный батальон связи,
- 290 медико-санитарный батальон,
- 357 отдельная рота химзащиты,
- 446 автотранспортная рота,
- 433 полевая хлебопекарня,
- 898 дивизионный ветеринарный лазарет,
- 1693 полевая почтовая станция,
- 1063 полевая касса Госбанка.

## Командование[23]

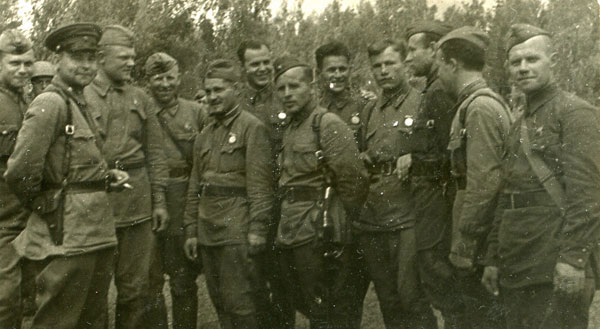
Группа командиров 298-й стрелковой дивизии. Западный фронт, весна 1942 года

- Ерохин Михаил Емельянович c 1 июля 1941 по 31 декабря 1941 — командир 1-го формирования, генерал-майор
- Васильев Николай Алексеевич с 1 января 1942 по 31 января 1943 — командир 2-го формирования, генерал
- Дёмин Павел Петрович с 1 января 1943 — 31 марта 1943 — командир 2-го формирования, генерал-майор
- Джелаухов Христофор Михайлович — начальник штаба, майор
- Шлихтер Артемий Александрович — комиссар, полковник.

## Память
- Памятник воинам 112-й, 298-й, 308-й сибирских, 35-й гвардейской стрелковых дивизий установлен в Советском районе г. Волгоград[24].
- Мемориальный комплекс «Рубеж Славы», посвящённый сражениях под Москвой, установлен в п. Снегири Московской области. 298-я стрелковая дивизия отмечена[25].
- Улица 80 Гвардейской Дивизии в г. Барнаул в честь защитников Сталинграда.